# فريدريك إس. مارتن
فريدريك إس. مارتن (بالإنجليزية: Frederick S. Martin) هو قاضي وسياسي أمريكي، ولد في 25 أبريل 1794 في مقاطعة روتلاند في الولايات المتحدة، وتوفي في 28 يونيو 1865 في أولين في الولايات المتحدة. انتخب عضو جمعية ولاية نيويورك وانتخب عضو مجلس النواب الأمريكي.